# Coloborhynchus
Coloborhynchus — рід птерозаврів. Жив за ранньої (імовірно, також і пізньої) крейди на території Британії (хоча просторове, так само як і часове поширення роду викликає суперечки, оскільки досі остаточно не з‘ясовано які види до нього належать; за різних часів до цього таксона відносили зразки з різних континентів обох півкуль).
У 1874 році Річард Овен описав вид Coloborhynchus clavirostris на основі голотипу BMNH 1822 — фрагмента морди з Гастінгських відкладів Уелденської групи Східного Сассексу, Англія.

## Історія
Таксономічна історія колоборинха доволі непроста. Назву Coloborhynchus clavirostris було введено Оуеном 1874 року на позначення матеріалу з ранньокрейдових (беріас-валанжин) покладів Східного Сассексу; до того самого роду він відніс види C. cuvieri (зараз Cimoliopterus) й C. sedgwickii (зараз Aerodraco) з альбу—сеноману Кембриджу. Найпримітнішою рисою матеріалу описаного ним як Coloborhynchus Оуен вважав те, що передня пара зубів верхньої щелепи спрямовується вперед із поверхні розташованої на рівні вищому за альвеолярну межу. На противагу, всі зуби Ornithocheirus simus (його в тій самій праці було віднесено до нововиділеного роду Criorhynchus, що своєю чергою породило значну плутанину в систематиці Ornithocheiridae, оскільки родову назву Ornithocheirus надалі продовжували використовувати для інших видів) розташовано з вентрального боку щелепи й спрямовано вниз. Оуен (1874) не виділив типового виду Coloborhynchus, і лиш пізніше, Kuhn (1967) (що, однак, вважав його синонімом Criorhynchus) визнав типовим видом колоборинха C. clavirostris.

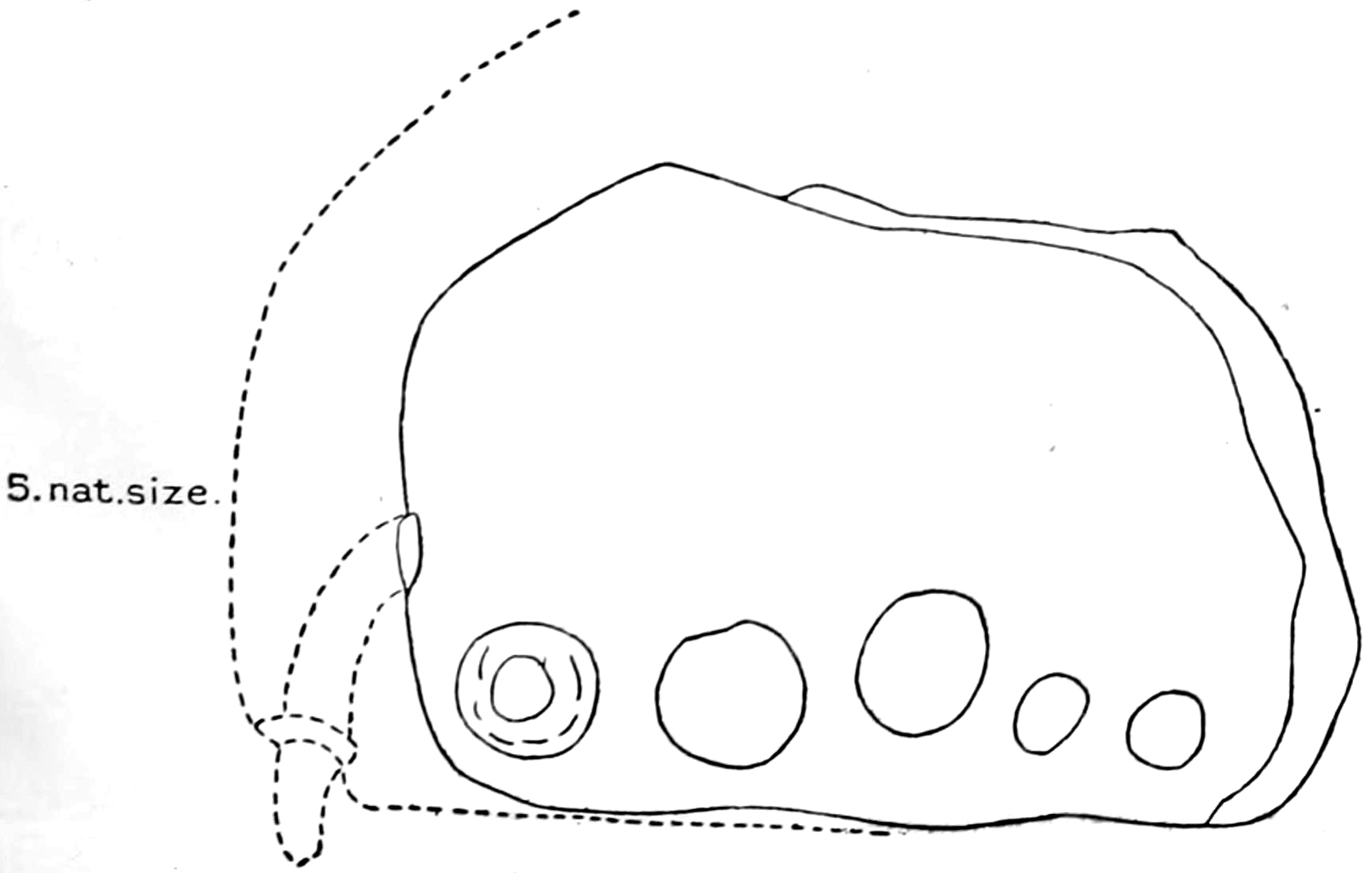
Реконструкція Hooley (1914)

Сілі не визнав рішення Оуена, і вважав Ornithocheirus simus валідною комбінацією, а Coloborhynchus clavirostris — молодшим синонімом O. simus. 1914-го Реджинальд Хулі підтвердив синонімію Coloborhynchus clavirostris із Criorhynchus simus. Він вважав діагностичні особливості C. clavirostris тафономічними, а не морфологічними, за походженням; за його словами, зразок було пошкоджено, й через це стало можливим бачити корені зубів у глибині щелепи, що прижиттєво мала морфологію ідентичну з такою кріоринха (з зубами спрямованими практично вертикально вниз).
Ця синонімія довго лишалась загальновизнаною, й Coloborhynchus було поновлено в статусі валідного таксона тільки наприкінці 20 століття, коли Лі (1994) описав новий вид із Північної Америки, C. wadleighi, що був досить схожим на голотип C. clavirostris щоби тафономічне пояснення морфології останнього виглядало малоймовірним. Впродовж 2000-х до роду віднесли ще багато нових видів. Так, Анвін (2001) відносив до нього й C. moroccensis, 1999-го описаний як Siroccopteryx moroccensis, а також два види з Cambridge Greensand, C. capito і C. sedgwickii (Nicorhynchus і Aerodraco, відповідно). Фастнахт (2001) відніс C. robustus (описаний Вельнхофером у 1987 р. як Tropeognathus robustus) до колоборинха. Veldmeijer (2003) описав новий вид із Бразилії, C. spielbergi, а також відніс до колоборинха два колишніх види аньянгуери (C. araripensis, вперше описаний Вельнхофером як вид сантанадактиля й потім переведений до аньянгуери та C. piscator, описаний кількома роками раніше як Anhanguera piscator). 2008-го Родрігес і Кельнер виключили з роду всі нововіднесені види. 2013-го вони підтвердили його монотипію.
Тим не менше 2018-го Джейкобс із колегами виділили новий вид, C. fluviferox, а також розглядали C. capito як потенційного члена роду, проте відзначали, що не мали певності щодо монофілетичності таксона в такій інтерпретації, дослідження якої було поза фокусом їх роботи. 2020 року C. fluviferox і C. capito було виділено в рід Nicorhynchus, достатність чиїх відмінностей для родового розмежування з колоборинхом було, однак, поставлено під сумнів у 2023.

## Список видів

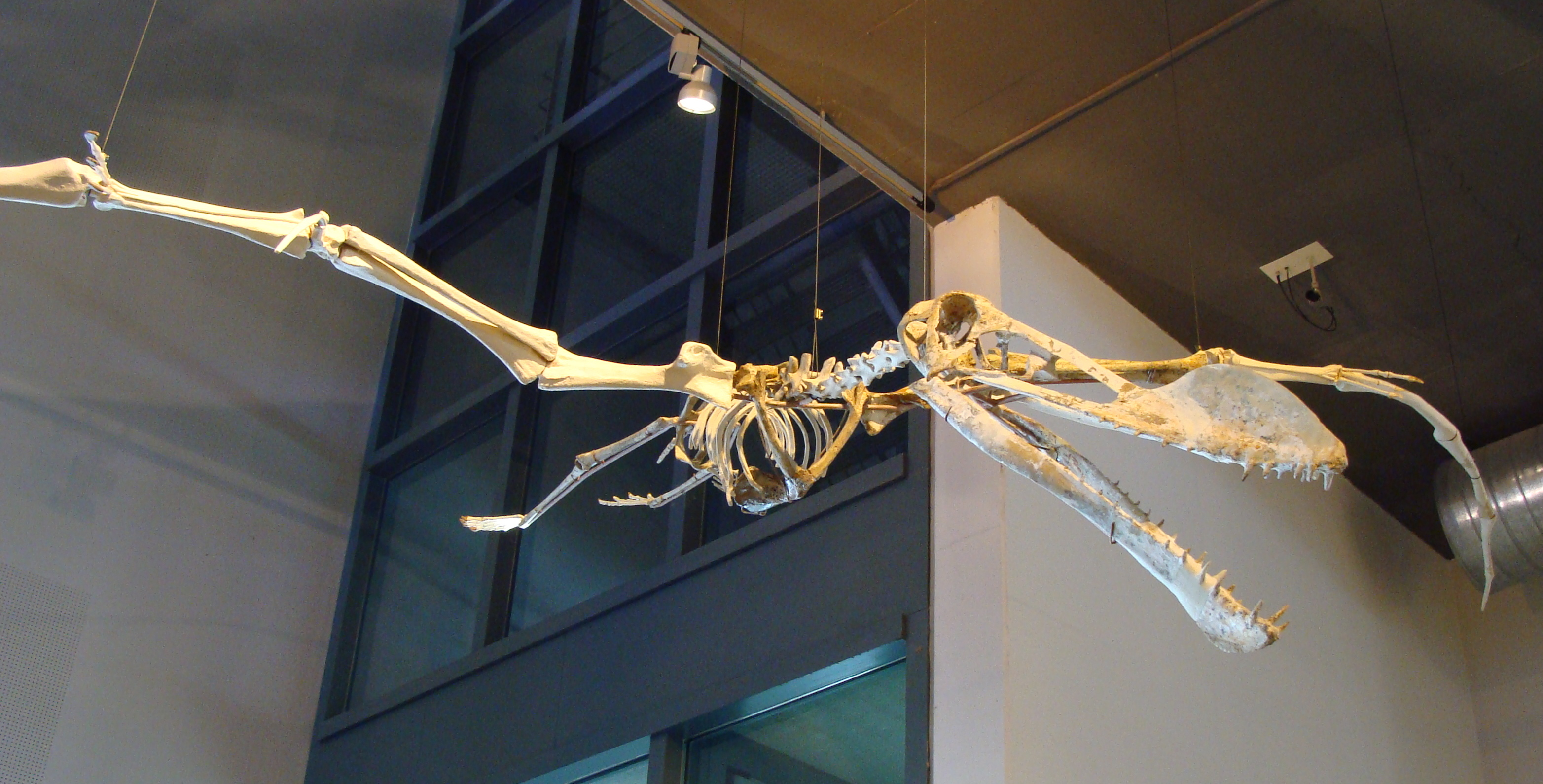
Coloborhynchus spielbergi

За багаторічну історію дослідження колоборинха до нього відносили численні види (більшість упродовж 21 століття). Нижче наведено їх список:
- C. clavirostris Owen, 1874, типовий вид
- ?C. ligabuei (Dalla Vecchia, 1993) = Cearadactylus ligabuei Dalla Vecchia, 1993 [також Anhanguera ligabuei]
- ?C. piscator[5] (Kellner & Tomida, 2000) = Anhanguera piscator Kellner & Tomida, 2000 [також Anhanguera чи C. robustus]

Види раніше віднесені до Coloborhynchus:
- C. cuvieri (Bowerbank, 1851) = Ornithocheirus sedgwicki (Newton, 1888) = Pterodactylus cuvieri Bowerbank, 1851 [тепер Cimoliopterus]
- C. sedgwicki (Owen 1859) = Ornithocheirus sedgwicki (Newton, 1888) = Pterodactylus sedgwickii Owen, 1859 [тепер Camposipterus]
- C. araripensis[5] (Wellnhofer, 1985) = Santanadactylus araripensis Wellnhofer, 1985 тепер вважається nomen dubium[6]
- ?C. robustus (Wellnhofer, 1987) = Tropeognathus robustus Wellnhofer, 1987 [тепер вважається nomen dubium]
- C. wadleighi Lee, 1994 [також Uktenadactylus]
- C. moroccensis (Mader & Kellner, 1999) = Siroccopteryx moroccensis Mader & Kellner 1999
- C. piscator[5] (Kellner & Tomida, 2000) = Anhanguera piscator Kellner & Tomida, 2000
- C. spielbergi[5] Veldmeijer, 2003 [тепер Maaradactylus]
- C. capito (Seeley, 1870) = Ornithocheirus capito Seeley, 1870 = «Ptenodactylus capito» Seeley, 1869 [тепер Nicorhynchus]
- C. fluviferox Jacobs, Martill, Ibrahim & Longrich, 2018[7] [тепер Nicorhynchus]